# Luíntra
Luíntra (galiciska: San Estebo) är en ort i Spanien.   Den ligger i provinsen Provincia de Ourense och regionen Galicien, i den nordvästra delen av landet, 400 km nordväst om huvudstaden Madrid. Luíntra ligger 637 meter över havet och antalet invånare är 1 283.
Terrängen runt Luíntra är kuperad. Runt Luíntra är det ganska glesbefolkat, med 31 invånare per kvadratkilometer. Närmaste större samhälle är Ourense, 13,9 km sydväst om Luíntra. I omgivningarna runt Luíntra växer i huvudsak blandskog.